# حمرية بروسية
حمرية بروسية (الاسم العلمي:Erythrina brucei) هي نوع من النباتات تتبع جنس الحمرية من الفصيلة البقولية.